# Toni Storm
Toni Rossall (Auckland, 19 de octubre de 1995), conocida como Toni Storm, es una luchadora profesional neozelandesa-australiana. Ahora trabaja para la empresa estadounidense All Elite Wrestling (AEW), donde actúa bajo el nombre de «Timeless» Toni Storm.
Entre sus logros, destaca por ser 6 veces campeona femenina siendo una vez Campeona Mundial de Stardom, 4 veces Campeona Mundial Femenil de AEW, una vez Campeona Femenina de Progress Wrestling, una vez Campeona Femenina de NXT UK y ganadora del torneo Mae Young Classic de 2018, coronándose en el PPV WWE Evolution el primer y único (hasta la fecha) PPV exclusivo de mujeres dentro de la WWE.

## Primeros años
Rossall nació en Auckland, Nueva Zelanda, pero se mudó a la ciudad de Australia Gold Coast con su madre a temprana edad cuando sus padres se divorciaron. A los 10 años, mientras vivía en Gold Coast, descubrió WWE en la televisión y desarrolló una pasión por la industria de lucha libre profesional desde ese momento.

## Carrera

### Inicios
Rossall comenzó a entrenar en la filial australiana de Impact Pro Wrestling (que no debe confundirse con la estadounidense Impact Wrestling) y debutó en la empresa con el nombre artístico de Storm el 9 de octubre de 2009, cuando tenía 13 años de edad. Después de cinco años de perfeccionar sus habilidades en Australia, decidió que quería convertirse en una mejor luchadora; a los 18 años, convenció a su madre para que la dejara trasladarse a Inglaterra, donde se instaló en la casa de su abuela en Liverpool. Durante su estancia en Inglaterra, se entrenó con Dean Allmark. Comenzó a trabajar a nivel internacional en países como Finlandia, Francia, Alemania y España. Storm participó en un campamento de prueba de WWE en Melbourne en la gira australiana de WWE de 2014 y en la gira británica de WWE de 2015.

### Progress Wrestling
Storm debutó en Progress Wrestling el 14 de abril de 2015, siendo derrotada por Elizabeth.
En mayo de 2017, Storm se convirtió en la primera Campeona Femenina de Progress tras derrotar a Jinny y Laura Di Matteo en  lucha fatal de tres esquinas. Este combate marcó la primera vez que luchadoras femeninas competían en el evento principal de un evento de Progress. A lo largo del año, Storm defendió con éxito el campeonato en numerosas ocasiones contra retadoras como Kay Lee Ray, Laura Di Matteo y Candice LeRae. Perdió el título ante Jinny en Chapter 69: Be Here Now.

### World Wonder Ring Stardom (2016–2018)
En 2016, comenzó a trabajar para la promoción japonesa World Wonder Ring Stardom, donde ganó el Campeonato Mundial de SWA el 24 de julio. El 2 de octubre de 2016, Stardom anunció oficialmente que Storm había firmado con la promoción. Tras ganar el Torneo Cenicienta 2017 el 30 de abril, Storm también ganó el GP 5★Star 2017 el 18 de septiembre, convirtiéndose en el primer luchador en ganar los dos torneos en el mismo año. El 24 de septiembre, Storm se convirtió en la nueva Campeona Mundial de Stardom en un final imprevisto, cuando Mayu Iwatani se lesionó legítimamente durante una defensa del título contra ella, lo que hizo que el árbitro detuviera el combate y otorgara el título a Storm. El 9 de junio de 2018 Storm perdió el Campeonato Mundial de Stardom contra Kagetsu.

### WWE (2017-2021)
El 16 de junio de 2017, WWE anunció a Storm como una de las cuatro primeras participantes del Mae Young Classic. Storm entró en el torneo el 13 de julio, derrotando a Ayesha Raymond en la primera ronda. Al día siguiente, Storm derrotó a Lacey Evans en la segunda ronda y a Piper Niven en los cuartos de final, antes de ser eliminada del torneo en las semifinales por Kairi Sane.
El 9 de mayo de 2018, Storm se anunció para los próximos eventos del Torneo del Reino Unido. El 24 de mayo, Dave Meltzer informó de que Storm había firmado un contrato con la WWE. El 18 de junio, en el Torneo del Campeonato del Reino Unido, Storm derrotó a Killer Kelly e Isla Dawn en una lucha de triple amenaza para convertirse en la aspirante número 1 al Campeonato Femenino de NXT. Al día siguiente, en el Torneo del Campeonato del Reino Unido de WWE, Storm fue derrotada por la Campeona Femenina de NXT Shayna Baszler. El 28 de octubre de 2018, en WWE Evolution derrotó a Io Shirai para ganar el Mae Young Classic 2018.

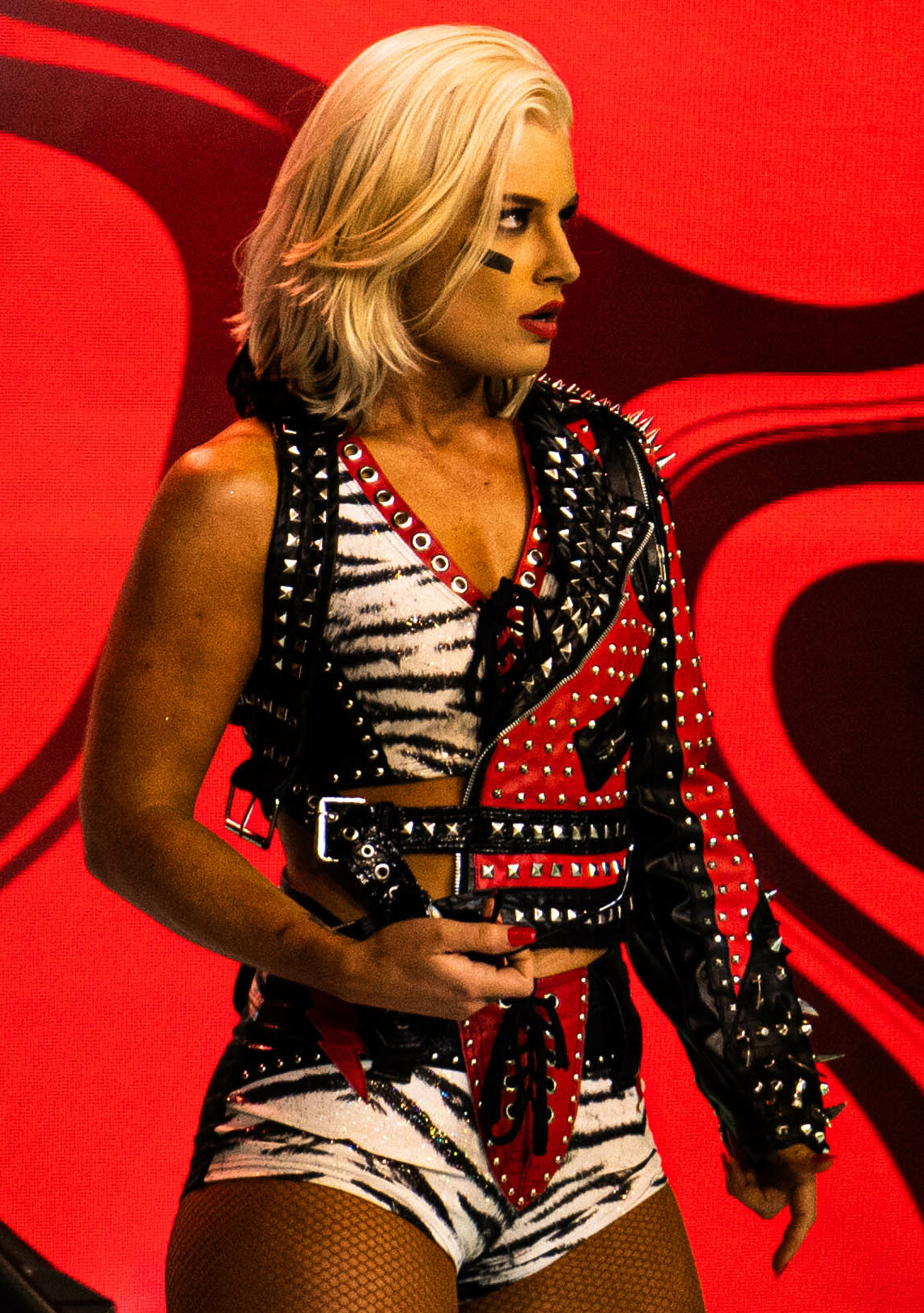
Storm en Forbidden Door.

En el episodio del 26 de agosto de NXT UK (emitido el 28 de noviembre), Storm perdió ante Rhea Ripley en la final del torneo para determinar la inaugural Campeona Femenina de NXT UK. En una revancha el 12 de enero de 2019 en NXT UK TakeOver: Blackpool, Storm derrotó a Rhea Ripley para ganar el Campeonato Femenino de NXT UK y reinó como campeona hasta el 31 de agosto de 2019 en NXT UK TakeOver: Cardiff, donde Storm perdió su Campeonato Femenino de NXT UK ante Kay Lee Ray, poniendo fin a su reinado en 231 días.
El 24 de noviembre de 2019 en TakeOver: WarGames sesión de preguntas y respuestas post-show con Triple H, se anunció que Storm formaría parte del equipo de Femenino de NXT en Survivor Series por la capitana del equipo Rhea Ripley. En Survivor Series, Storm fue eliminada después de que Natalya y Sasha Banks se alinearan y encerraran en una combinación de Bank Statement/Sharpshooter. En NXT UK TakeOver: Blackpool II, Storm compitió sin éxito en una lucha de triple amenaza por el Campeonato Femenino de NXT UK contra Kay Lee Ray y Piper Niven. Storm participó en el Royal Rumble femenino en el pay-per-view homónimo y entró en el puesto 20, pero fue eliminada por Shayna Baszler. Storm luchó su último combate en la marca en el episodio del 27 de febrero de 2020 de NXT UK, contra y perdió ante Kay Lee Ray en una lucha de "me rindo". Storm no retará al Campeonato Femenino de NXT UK mientras Kay Lee Ray sea la campeona.
Tras un parón de 8 meses, el 4 de octubre de 2020 en NXT TakeOver 31, Toni regresó a NXT tras el combate por el Campeonato Femenino de NXT entre Io Shirai y Candice LeRae. En el episodio del 25 de noviembre de 2020 de NXT, Toni atacó a Ember Moon, convirtiéndose en heel por primera vez en su carrera en la WWE. Luego se unió al equipo de Candice LeRae con Dakota Kai, y Raquel González para NXT TakeOver: WarGames. Compitió en una lucha de triple amenaza por el Campeonato Femenino de NXT que involucraba a Mercedes Martinez y a la actual campeona Io Shirai en NXT TakeOver: Vengance Day en un esfuerzo perdedor. En el episodio del 10 de marzo de 2021 de NXT, Storm retó a Shirai por el título, donde volvió a fracasar. En el pre-show de NXT TakeOver: Stand & Deliver, Storm fue derrotada por Zoey Stark.
En el episodio del 9 de julio de SmackDown, se emitió un paquete de vídeo promocionando la llegada de Storm a la marca. Debutó en el episodio del 23 de julio de SmackDown derrotando a Zelina Vega. Fue derrotada por Zelina durante el torneo Queen's Crown Tournament en la primera ronda. Luego sería colocada en la lucha femenina eliminatoria de Survivor Series de 5 contra 5, eliminando tanto a Carmella como a Queen Zelina, sin embargo, terminó siendo eliminada por Liv Morgan. Storm poco después inició un breve feudo con la campeona femenina de SmackDown, Charlotte Flair, con Storm ganando su primera lucha vía descalificación. Toni recibiría su oportunidad titular en la edición de Nochebuena de SmackDown, sin embargo, salió derrotada. Esta fue su última aparición en la WWE, el 29 de diciembre de 2021, Toni solicitó la liberación de su contrato con la empresa, misma que le fue concedida de inmediato.

### All Elite Wrestling (2022-presente)
Storm debutó en el episodio del 30 de marzo del 2022 de AEW Dynamite en el torneo eliminatorio Owen Hart Cup, donde derrotó a The Bunny después de aplicarle un “Storm Zero” y clasificando a la siguiente ronda de este mismo.

## Vida personal
En 2019, Toni se vio exigida a dejar las redes sociales después de que fotografías y videos privados fueran revelados por hackers, sus compañeros y fanáticos hicieron tendencia en Twitter el hashtag #WeSupportToni en señal de apoyo.
En junio de 2020, se reveló que Toni estaba saliendo con el luchador de la NJPW, Juice Robinson. Se casaron en 2022.
En junio de 2021, Toni hizo pública su orientación sexual, revelando que era bisexual.

## Campeonatos y logros
- All Action Wrestling
  - AAW Women's Championship (1 vez)[42]

- All Elite Wrestling

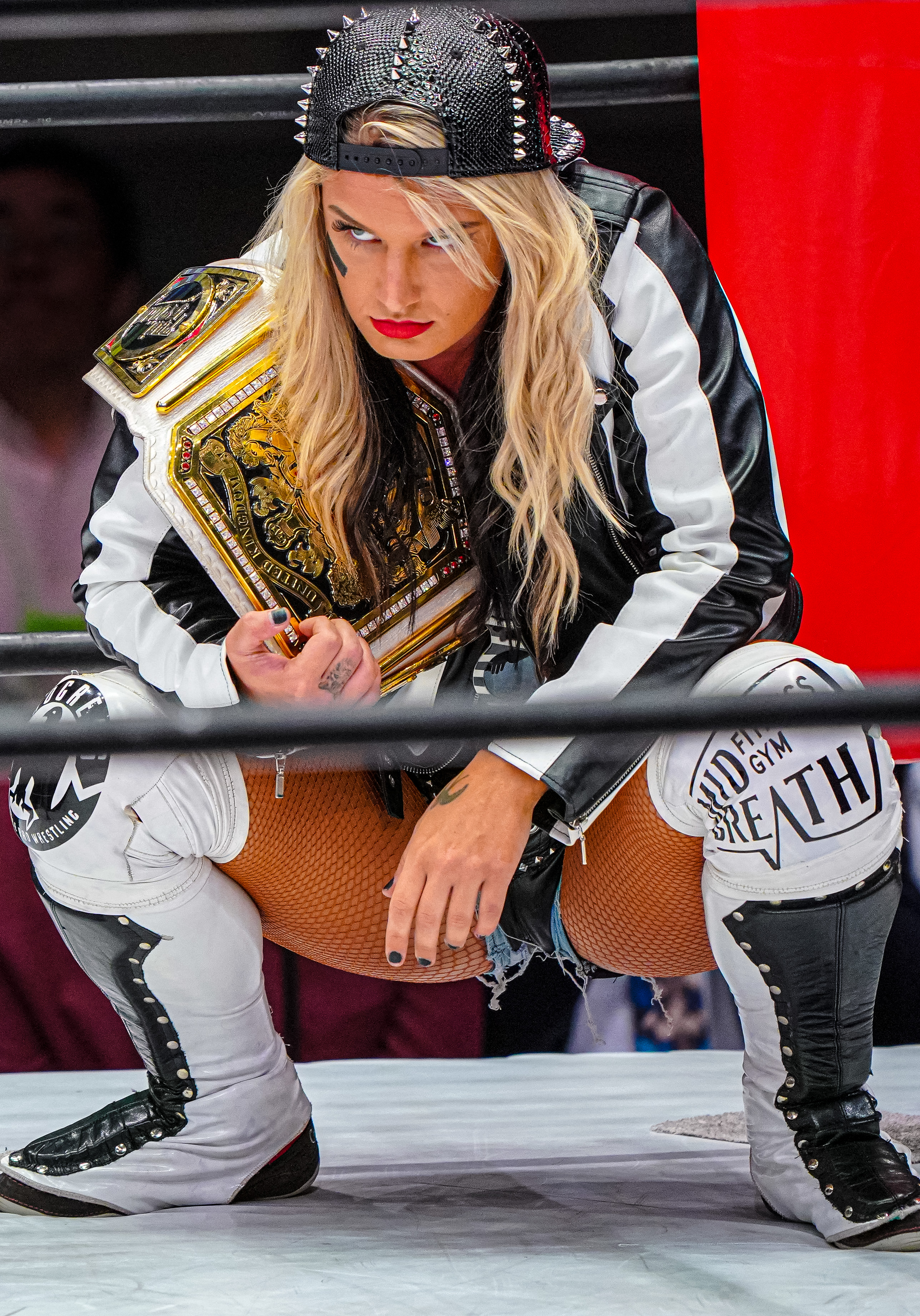
Storm como Campeona del Reino Unido de WWE.

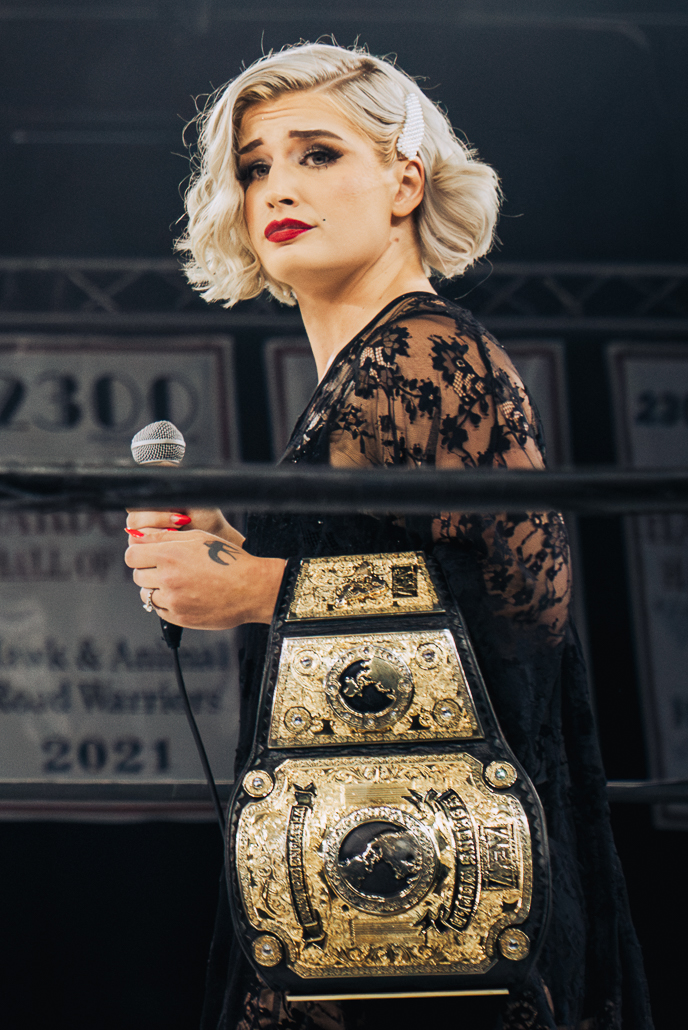
Storm con el AEW Women's World Championship.

  - AEW Women's World Championship (4 veces, actual)

- British Empire Wrestling
  - British Empire Women's Championship (1 vez)[43]

- Impact Pro Wrestling Australia
  - IPW Australian Women's Championship[44]
  - IPW Australian Cruiserweight Championship
  - IPW Australian Hardcore Championship

- Pro Wrestling Alliance Queensland
  - PWAQ Women’s Championship[45]

- Progress Wrestling
  - Progress Women's Championship (1 vez)[9]
  - Natural Progression Series IV

- Westside Xtreme Wrestling
  - Femmes Fatales (2017)[46]

- World Wonder Ring Stardom
  - SWA Campeonato mundial (1 vez)[47]
  - World of Stardom Championship (1 vez)
  - 5★ Star GP (2017)
  - Cinderella Tournament (2017)[12]

- World Wrestling Entertainment/WWE
  - NXT UK Women's Championship (1 vez)
  - Mae Young Classic (2018)

- Pro Wrestling Illustrated
  - Situada en el Nº24 en el PWI Female 50 en 2017.
  - Situada en el Nº19 en el PWI Female 100 en 2018.
  - Situada en el Nº13 en el PWI Female 100 en 2019.
  - Situada en el Nº45 en el PWI Female 100 en 2020.
  - Situada en el Nº121 en el PWI Female 150 en 2021.
  - Situada en el Nº25 en el PWI Female 150 en 2022
  - Situada en el Nº12 en el PWI Female 250 en 2023
  - Situada en el Nº1 en el PWI Female 250 en 2024